# Aeroporto di Quimper Pluguffan
L'aeroporto di Quimper Pluguffan, noto anche come Aeroporto di Quimper-Cornouaille è un aeroporto francese situato vicino alla città di Quimper, nel dipartimento del Finistère.